# 梅里登 (康涅狄格州)
41°32′12″N 72°47′41″W / 41.53667°N 72.79472°W
梅里登（英語：Meriden）是美國康乃狄克州紐黑文縣的一個城市，有「世界銀城」之稱。面積62.5平方公里。根據美國2000年人口普查，人口60,868人。

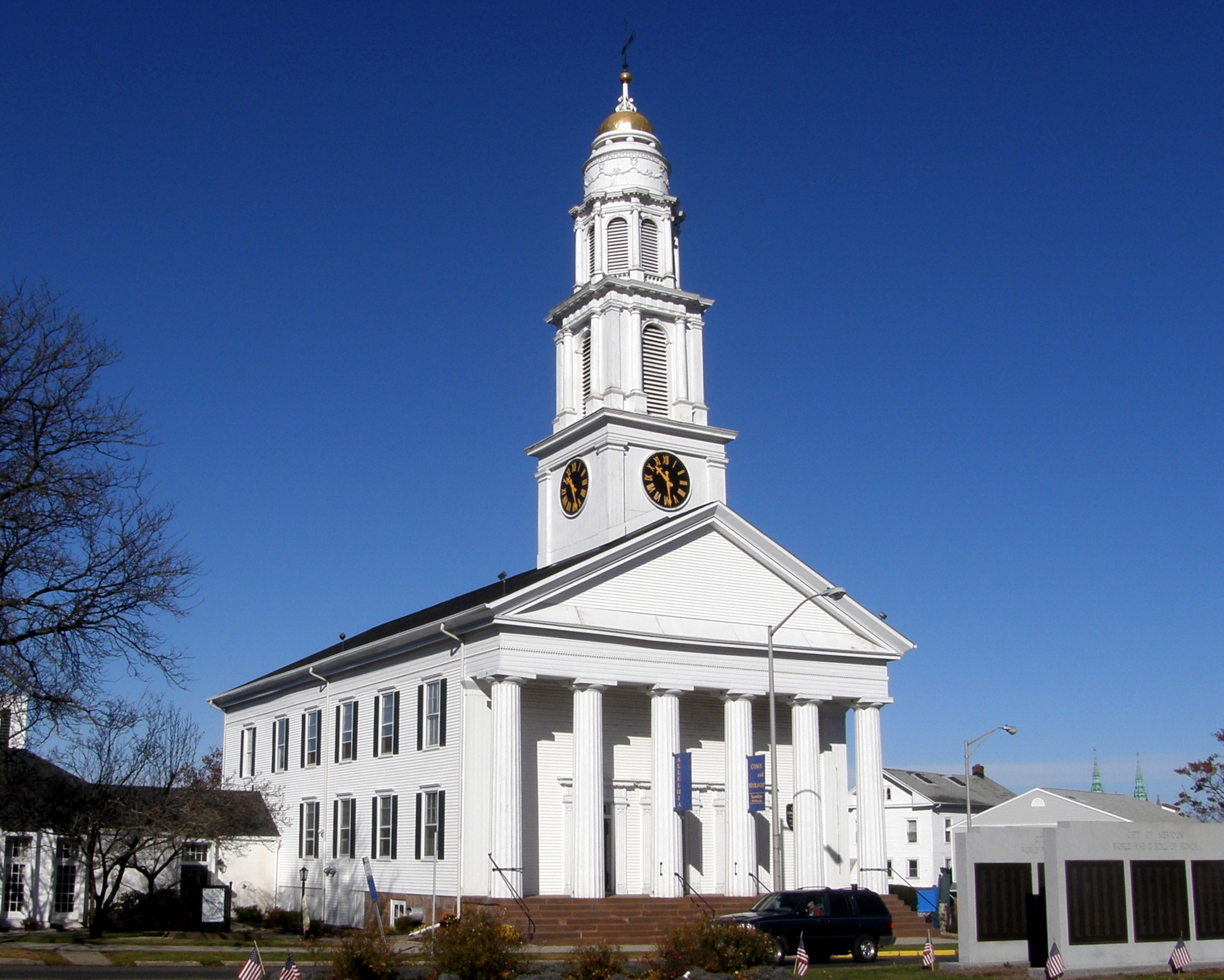

1806年建鎮。1867年設市。